# 朱翰博
朱翰博（Ricky Chu，1966年2月1日—），是香港的音樂創作人與歌手，太極樂隊成員。Trinity College London之Drum Kit演奏级满分证书（一级荣誉奖）获得者，香港首位演奏级满分鼓手。Ricky Music Factory音乐学校校长。曾結婚育有一子，前女友是前藝人戴夢夢。

## 參看
- 太極樂隊

## 外部連結
- Ricky Music Factory網站 （页面存档备份，存于）